# Neorhodesiella rugulosa
Neorhodesiella rugulosa är en tvåvingeart som beskrevs av Cherian 2002. Neorhodesiella rugulosa ingår i släktet Neorhodesiella och familjen fritflugor.
Artens utbredningsområde är Kerala (Indien). Inga underarter finns listade i Catalogue of Life.